# Paul Odlin
Paul Odlin (19 september 1978) is een Nieuw-Zeelands wielrenner. Odlin is een tijdrijder en werd onder meer in 2012 nationaal kampioen tijdrijden. Hij won dat jaar tevens het eindklassement in de UCI Oceania Tour.

## Belangrijkste overwinningen
2008
- 5e etappe Ronde van Wellington

2012
- Nieuw-Zeelands kampioen tijdrijden, Elite
- Oceanisch kampioen op de weg, Elite
- Oceanisch kampioenschap tijdrijden, Elite
- Eindklassement UCI Oceania Tour

2013
- Oceanisch kampioen tijdrijden, Elite